# Ayauhcíhuatl
Ayauhcíhuatl fue una gobernante de la ciudad de Tenochtitlan.

## Biografía
Ayauhcíhuatl nació como princesa de Azcapotzalco. Era hija del rey Tezozómoc y hermana de los reyes Aculnahuacatl Tzaqualcatl, Cuacuauhpitzáhuac, Epcoatl, Tzihuactlayahuallohuatzin y Maxtla. Fue enviada a Tenochtitlan con muchos asistentes y fue muy bien recibida. Se casó con un rey de Tenochtitlan, Huitzilihuitl, y tuvieron un hijo, y su sucesor, Chimalpopoca. Ayauhcihuatl y su hijo visitaron más tarde a su padre.

## Árbol familiar

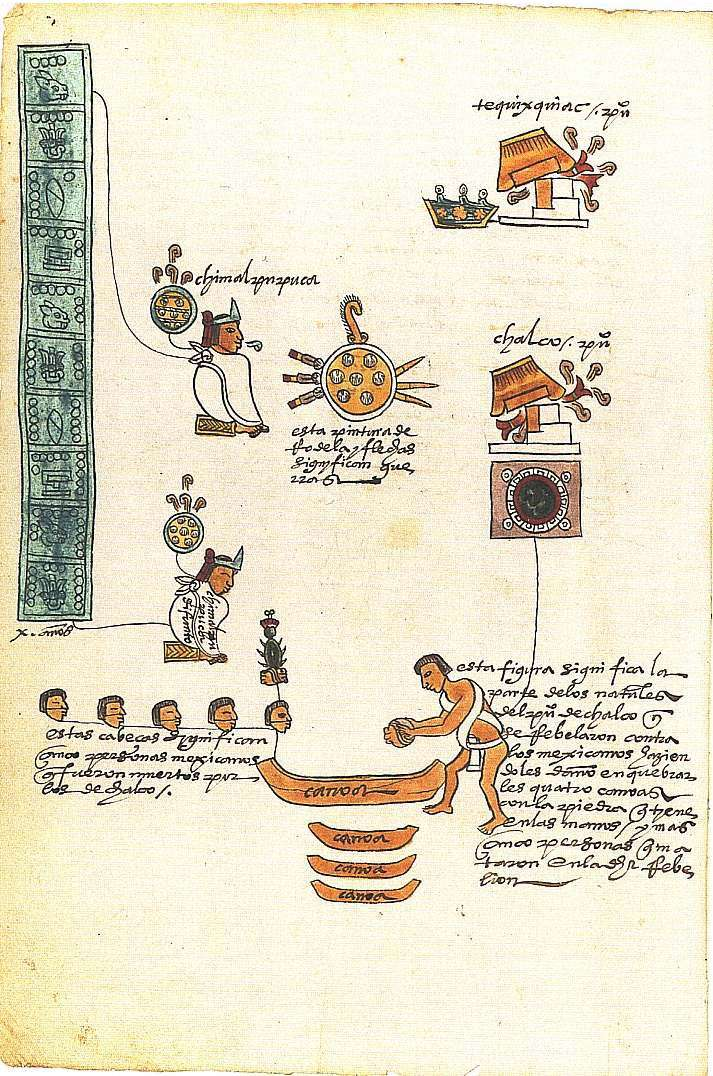
Representación del hijo de Ayauhcihuatl, Chimalpopoca, y su gobierno.

|  |  |  |  |  |  |  |  |  |  |  |  |  |  |  |  | Tezozómoc de Azcapotzalco    |  |  |  |  |  |  |  |  |  |
|  |  |  |  |  |  |  |  |  |  |  |  |  |  |  |  |                              |  |  |  |  |  |  |  |  |  |
|  |  |  |  |  |  |  |  |  |  |  |  |  |  |  |  | Ayauhcíhuatl                 |  |  |  |  |  |  |  |  |  |
|  |  |  |  |  |  |  |  |  |  |  |  |  |  |  |  |                              |  |  |  |  |  |  |  |  |  |
|  |  |  |  |  |  |  |  |  |  |  |  |  |  |  |  | Chimalpopoca of Tenochtitlan |  |  |  |  |  |  |  |  |  |
|  |  |  |  |  |  |  |  |  |  |  |  |  |  |  |  |                              |  |  |  |  |  |  |  |  |  |